# صخره مرجانی مصنوعی

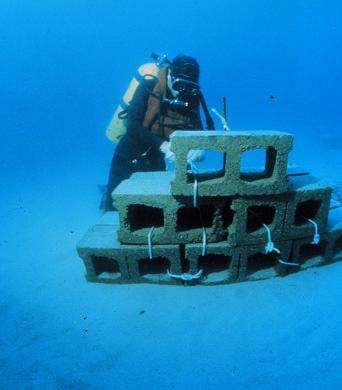
ساخت یک صخره مصنوعی با استفاده از بلوک بتنی

صخره مرجانی مصنوعی (به انگلیسی: Artificial reef) یک ساختار انسان‌ساخت زیرآبی برای تشویق زندگی دریایی در نواحی است که عموماً دارای بستر بدون پدیدارهایی برای مهار فرسایش هستند، یا دارای کشتی به گل‌نشسته، توده تورهای ماهیگیری قدیمی یا اصلاح گردشگری ساحلی هستند.
اگرچه هیچ پژوهشی مبنی بر مزایای صخره‌های مصنوعی وجود ندارد، اما هنوز در دوران مدرن مورد استفاده قرار می‌گیرند.

## تاریخچه
ساخت صخره‌های مرجانی مصنوعی در دوران باستان آغاز شد. ایرانیان با ساختن یک صخره مصنوعی، دهانه رودخانه دجله را بستند تا دزدی دزدان دریایی عرب را خنثی کنند و در طول جنگ پونیک اول ، رومیان صخره‌ای در سرتاسر دهانه بندر کارتاژی در سیسیل ساختند تا کشتی‌های دشمن را در درون تله بیندازند و در راندن کارتاژنی‌ها از جزیره کمک کنند.

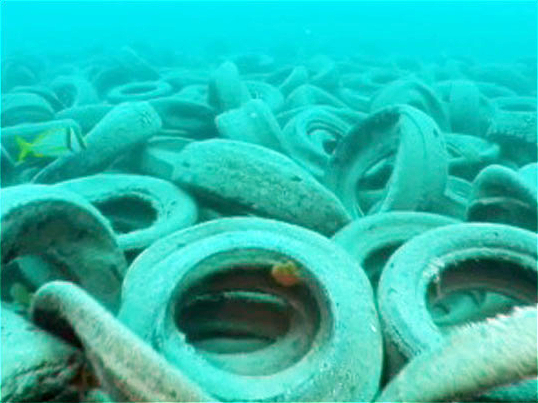
تایرهای تشکیل‌دهنده صخره آزبورن (۲۰۰۷)

از پیش از دهه ۱۸۴۰، ماهیگیران آمریکایی از کنده‌های درهم‌تنیده برای ساخت صخره‌های مصنوعی استفاده می‌کردند. اخیراً زباله‌هایی مانند یخچال‌های قدیمی، چرخ‌دستی‌های خرید، ماشین‌های رهاشده و ماشین‌های فروخته‌شده خارج از سرویس جایگزین کنده‌های چوبی در صخره‌های موقت شده‌اند. پروژه‌هایی که به‌طور رسمی تحریم شده‌اند، شامل کشتی‌های ازکارافتاده، واگن‌های مترو، تانک‌های جنگی، نفربرهای زرهی، دکل‌های حفاری نفت و توپ‌های صخره‌ای شبیه کندو هستند.

## رشد
جوامع صخره‌های مصنوعی تمایل دارند که در مراحل کم و بیش قابل پیش‌بینی توسعه یابند. اول، جایی که یک جریان اقیانوسی با ساختار عمودی روبرو می‌شود، می‌تواند یک فراچاهش غنی از پلانکتون ایجاد کند که یک محل تغذیه قابل اعتماد برای ماهیان کوچک مانند ساردین و مینو فراهم می‌کند تا شکارچیان دریایی مانند ماهی تن و کوسه‌ها را جذب کند. در مرحله بعدی جاندارانی هستند که به دنبال حفاظت در برابر باز بودن کشنده اقیانوسی - یعنی ساکنان سوراخ‌ها و شکاف‌ها مانند هامور، سرخوماهی، سنجاب‌ماهی، مارماهی و فریباماهی هستند. شکارچیان فرصت‌طلب مانند گیش‌ماهی و کوترماهی نیز ظاهر می‌شوند. در طول ماه‌ها و سال‌ها، ساختار صخره‌ها با جلبک‌ها، آبدزدک دریایی، مرجان‌های سخت‌ونرم و اسفنج‌ها پوشانده می‌شود.